# Казый (мурза)
Казый или Гази бен Урак, то есть Гази сын Урака (год рождения неизвестен — убит в марте 1576 года) — ногайский мурза, основатель Малой Ногайской Орды (Ногаи малые), сын Урака, внук ногайского бия Алчагира.

## История
Год рождения Казыя неизвестен. Родовая ветвь, к которой он принадлежал, в 1530-е годы оказалась оттеснена от власти в орде. Первоначально жил со своим улусом между рекой Бузулук и Аральским морем (территории современных Оренбургской области России и Актюбинской области Казахстана).
В начале 1550-х годов (не позже 1557 года) из-за внутреннего конфликта в Ногайской орде и разногласий с правителем Орды Исмаилом-бием Гази бен Урак, не пожелал признать московский сюзеренитет, перекочёвывает со своим улусом в пределы современного Краснодарского края (степь между Азовом и Кабардой), продолжая грабить русские поселения своими набегами. От него берёт своё начало западное ногайское образование Ногаи Малые.
До конца 1560-х годов улус Гази бен Урака усиливается настолько, что он присваивает себе титул бия — верховного правителя.
Во внешней политике Гази бен Урак опирался на Крымское ханство (орду). Подтверждением союза стал обмен младшими родственниками на рубеже 1570-х годов. В Бахчисарай прибыли два газиевых двоюродных брата, а к нему были направлены на жительство сыновья крымского хана Девлет-Гирея Мурад-Гирей и Фатх-Гирей. Главной целью союза являлся, видимо, военно-политический альянс против общих врагов — в первую очередь, Русского царства и Большой Ногайской Орды. Гази участвовал в кампании Гиреев против Астрахани в 1569 году, походах на Москву в 1571 и 1572 годах.
На Северном Кавказе Гази бен Урак заключил политический союз с Кабардой, подтверждённый браком с дочерью кабардинского князя Пшеапшоки Кайтукина (не позднее 1562 года).
Если учесть женитьбу Ивана IV «Грозного» на дочери главного противника Пшеапшоки — Темрюка Идарова в 1561 году, то становится ясно, что кабардинские княжества распределились по двум коалициям. Политическому объединению Москвы и Темрюка противостояла группировка Пшеапшоки, Гази и крымского хана.
В одном из походов против Темрюка в марте 1576 года Гази бен Урак был убит вместе с двумя своим братьями и несколькими сыновьями.